# Cyprian Kotut
Cyprian Kimurgor Kotut (1992) is een Keniaanse atleet, die gespecialiseerd is in de lange afstand. Hij is het meest bekend om zijn overwinning bij de marathon van Parijs in 2016. Met een persoonlijk record van 59.12 op de halve marathon behoort hij tot de snelste atleten ter wereld op deze afstand.

## Persoonlijke records
| Onderdeel      | Prestatie | Datum             | Plaats       |
| -------------- | --------- | ----------------- | ------------ |
| 1500 m         | 3.43,77   | 16 juni 2010      | Nairobi      |
| 5000 m         | 13.47,8   | 14 juli 2011      | Nairobi      |
| 10 km          | 27.46     | 21 september 2014 | Philadelphia |
| 15 km          | 42.15     | 8 maart 2015      | Den Haag     |
| 20 km          | 56.27     | 8 maart 2015      | Den Haag     |
| halve marathon | 59.12     | 23 november 2014  | New Delhi    |
| marathon       | 2:07.11   | 3 april 2016      | Parijs       |

## Palmares

### 10 km
- 2012:  Carrera Popular de Negreira - 29.59
- 2013:  We Run Rome - 28.17
- 2014: 5e Abraham Rosa International in Toa Baja - 29.05

### 15 km
- 2012:  Carrera en Ruta Desde Santurce a Bilbao - 47.54

### 20 km
- 2012: 4e Marseille-Cassis - 59.05
- 2013:  Marseille-Cassis - 1:00.11

### halve marathon
- 2012: 4e halve marathon van Lissabon - 1:02.25
- 2013:  halve marathon van New Orleans - 1:02.48
- 2013:  halve marathon van Philadelphia - 59.59
- 2014:  halve marathon van Philadelphia - 59.59
- 2014: 4e halve marathon van New Delhi - 59.12
- 2015:  City-Pier-City Loop - 59.27,1
- 2016:  halve marathon van Parijs - 1:01.04
- 2016:  halve marathon van Cardiff - 1:01.04

### marathon
- 2015:  marathon van Milaan - 2:08.55
- 2016:  marathon van Parijs - 2:07.11
- 2016:  marathon van Frankfurt - 2:07.28
- 2024: 9eBoston Marathon - 2:10.29